# Подвоюйся, подвоюйся
«Подвоюйся, подвоюйся» (англ. Double, Double) — науково-фантастичний роман Джона Браннера, вперше опублікований у США в м'якій обкладинці окремою книгою в 1969 році, а в 1979 році видавництво «Дель Рей Букс» здійснило перевидання роману, також окремою книгою з м'якою обкладинкою. Видання в твердій обкладинці було підготовлене британським Sidgwick & Jackson в 1971 році.

## Відгуки
Незважаючи на переважно схвальні відгуки, відомий канадський письменник-фантаст та критик-фантастикознавець Спайдер Робінсон у своїй рецензії розгромив роман, стверджуючи: «з цим не все так дуже добре ... Боже, письменникам мусить буди соромно, зов вони роблять це, щоб залишитися на плаву».